# ÅF

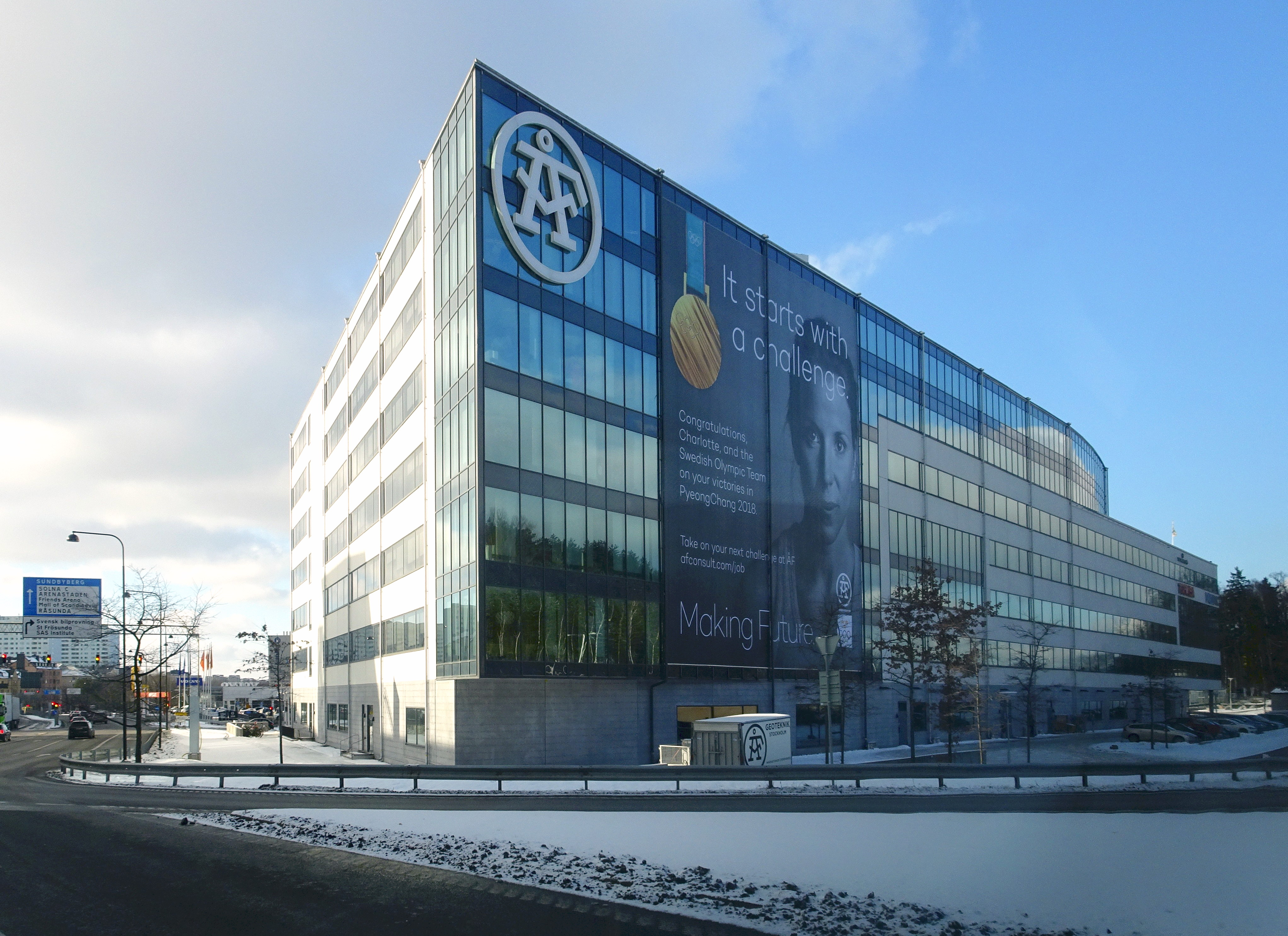
ÅF-Bürogebäude

ÅF war ein schwedisches Beratungs- und Ingenieurdienstleistungsunternehmen aus Solna bei Stockholm. 2018 fusionierte das Unternehmen mit dem finnischen Industrie-Planungsunternehmen Pöyry und firmiert heute als AFRY. 

## Geschichte

### Gründung
Das Unternehmen wurde am 23. Februar 1895 in Malmö als „Südschwedische Dampferzeugervereinigung“ (Södra Sveriges Ångpanneförening) von Eigentümern von Dampfkesseln und anderen Druckbehältern gegründet, um durch regelmäßige Inspektionen Unfälle zu vermeiden.
1897 wurde in Stockholm der Dampfkesselverband für Mittel- und Nordschweden gegründet, und die Inspektoren begannen, Beratungsaufgaben zu übernehmen. Die Elektrotechnik kam 1910 als Tätigkeitsbereich hinzu, als die Verbände von den Versicherungsgesellschaften zugelassene Inspektoren beschäftigten. Der Mittel- und Nordschwedische und der Südschwedische Verband schlossen sich 1964 zusammen und formten die neue Gesellschaft Ångpanneföreningen (ÅF), dessen Tätigkeitsbereich ganz Schweden umfasste. Unter dem Namen  AB Energikonsult wird eine neue Tochtergesellschaft etabliert, welche die Beratungsdienstleistungen des Unternehmens außerhalb von Schweden bündelte. Im selben Jahr wurde ein neues Bürogebäude im Stockholmer Stadtteil Härolden fertiggestellt.

### Teilverstaatlichung und Umstrukturierungen
1977 wurden die Inspektionstätigkeiten in den Bereichen Druckbehälter, Aufzüge und Fahrstühle verstaatlicht. Fast 900 Beschäftigte wurden in die staatliche Inspektionsstelle (AB Statens Anläggningsprovning, SA) überführt. Die Elektrizitätsinspektion blieb bei der ÅF. 1995 wurde die Zuständigkeit für die Inspektion privatisiert und die ÅF nahm die Inspektionstätigkeit wieder auf. Das Beratungsgeschäft von ÅF  wurde 1981 in eine neu geformte Aktiengesellschaft übertragen. Weitere Tochterunternehmen wurden in den 1980er Jahren etabliert. 1986 wurde ÅF an der Stockholmer Börse notiert.
Im Jahr 2008 änderte die Ångpanneföreningen ihren Namen in ÅF und seine Aktivitäten in einer neuen Zentrale in Frösundaleden in der Gemeinde Solna. Das von Strategisk Arkitektur entworfene Gebäude beherbergt 27 500 m² Bürofläche und wurde 2008 mit dem Solna Urban Environment Prize ausgezeichnet.
2010 wurde das Geschäft mit der technischen Überwachung von ÅF-Kontroll an Dekra Industrial veräußert. Im Jahr 2012 wurde der Wettbewerber Epsilon übernommen.

### Fusion mit Pöyry AB
Am 10. Dezember 2018 kündigten Pöyry und ÅF an, zu fusionieren, um so ein führendes europäisches Unternehmen für Ingenieurs- und Beratungsdienstleistungen zu formen. Das fusionierte Unternehmen ÅF Pöyry AB wurde 2019 mit über 16.000 Mitarbeitern und Niederlassungen in 50 Ländern zu einem der größten Maschinenbauunternehmen Nordeuropas. Seit November 2019 operiert es unter dem Namen AFRY.

## Dienstleistungen
Bei der Unternehmensgründung lag der Fokus auf der technischen Überwachung von Druckkesseln. In jüngerer Zeit arbeitete das Unternehmen vornehmlich in der Beratung für die Bereiche Industrie, Energiewirtschaft und Infrastruktur.